# أرسلان شاه الثاني
أرسلان شاه الثاني بن طغرل شاه - الأمير السلجوقي ، و حاكم سلاجقة كرمان العاشر (1174 م - 1176 م) وهو الابن الأوسط لطغرل شاه .

## ولايته
تولى الحكم بعد وفاة أخيه عام 570 هـ ، ولم يدم حكمه طويلاً ، حيث انخرط في نزاعات على الخلافة مع أخويه بهرام شاه وتوران شاه الثاني ، وفي عام 572 هـ هُزم في معركةً ضد أخيه توران شاه.
بعد وفاة الملك طغرل صاحب كرمان، ولي ابنه أرسلان شاه مكانه ونازعه أخوه الأصغر بهرام شاه فحاربه أرسلان وهزمه فلحق بالمؤيد في نيسابور فأنجده بالعساكر.وسار إلى أخيه أرسلان فهزمه وملك كرمان ولحق أرسلان بأصفهان مستنجداً بألدكز فأنجده بالعساكر وارتجع كرمان ولحق بهرام بالمؤيد وأقام عنده. ثم هلك أرسلان فسار بهرام إلى كرمان وملكها.